# I symfonia G-dur Fossa
I symfonia G-dur – utwór instrumentalny, skomponowany przez Lukasa Fossa w 1944.
Kompozycja jest pierwszą młodzieńczą symfonią Fossa, napisaną krótko po ukończeniu przez niego studiów w Curtis Institute of Music oraz w Berkshire Music Center w Tanglewood, gdy wciąż jeszcze pozostawał pod wpływem neoklasycystycznych idei zaszczepionych mu przez wykładowców. Jest przepełnionym energią i optymizmem utworem stanowiącym kwintesencję Wielkiej Symfonii Amerykańskiej, w pełni konkurencyjnym wobec dzieł Coplanda i Bernsteina. 

## Premiera
Światowa prapremiera symfonii miała miejsce w Pittsburghu między 9 a 11 lutego 1945, w wykonaniu Pittsburgh Symphony Orchestra pod dyrekcją byłego wykładowcy Fossa z Curtis Institute – Fritza Reinera.

## Budowa i charakterystyka utworu
Symfonia jest kompozycją w pełni tonalną, konserwatywną harmonicznie i tradycyjnie zorkiestrowaną. W obszarze melodycznym dominują instrument dęty (zarówno drewniane, jak i blaszane), które anonsują temat w każdej jej części. Bardzo prostym i eleganckim zarazem zabiegiem jest dosłowne powtórzenie elementów melodycznych w pierwszej i finałowej części utworu.
Symfonia składa się z czterech części:
I Andantino un poco Allegretto
II Adagio
III Scherzo: Vivace
IV Andantino Allegro

## Instrumentarium
- 3 flety, w tym 2 flety piccolo
- 2 oboje
- 3 klarnety, w tym klarnet basowy
- 3 fagoty, w tym kontrafagot
- 4 waltornie
- 3 trąbki
- 3 puzony, w tym 1 puzon basowy
- kotły
- 3 perkusje
- harfa
- fortepian
- instrumenty smyczkowe:
I skrzypce
II skrzypce
altówki
wiolonczele
kontrabasy